# Эсперандьё, Анри-Жак

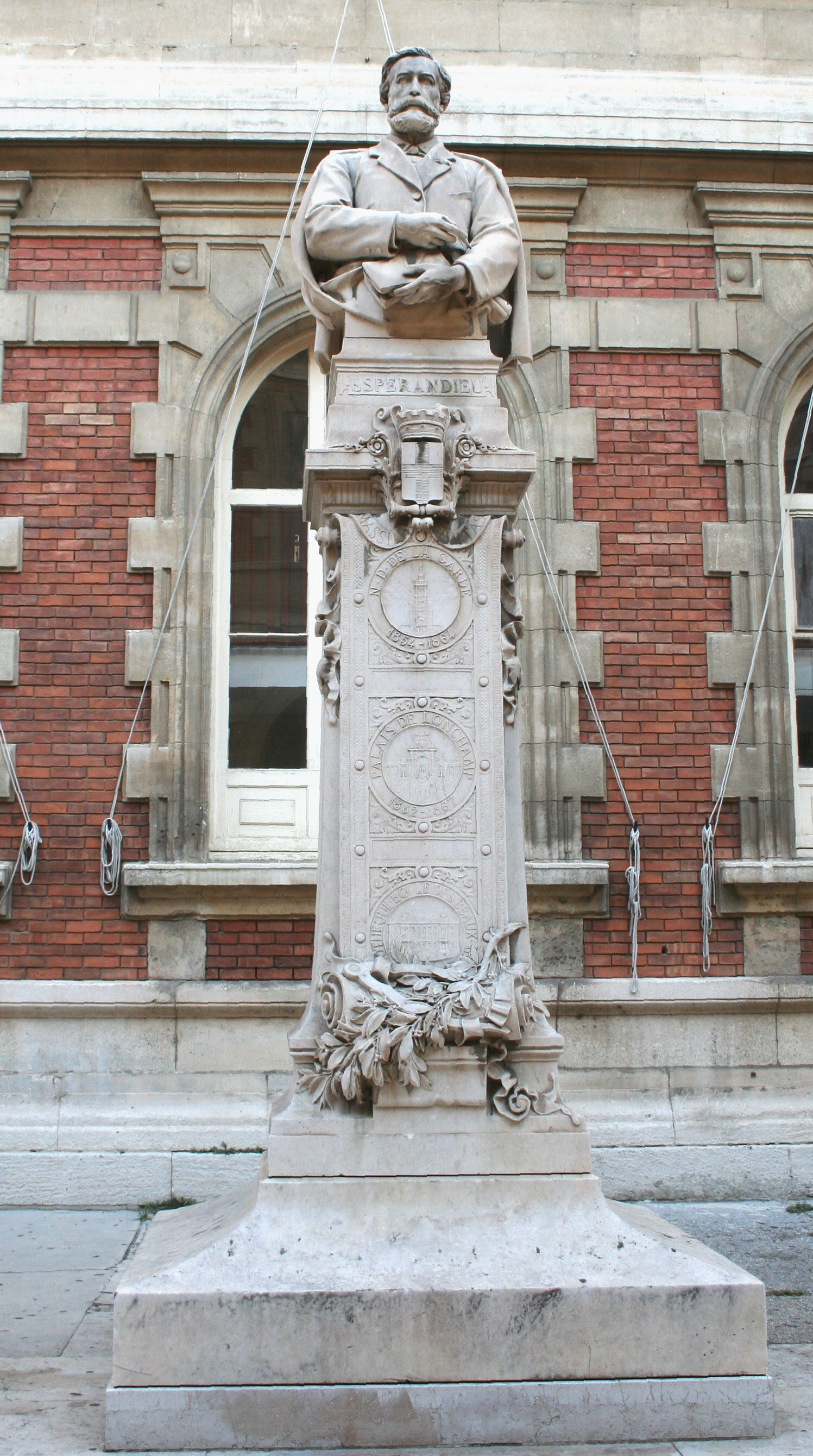
Памятник Анри-Жаку Эсперандьё в Париже. Скульптор Андре-Жозефа Аллара

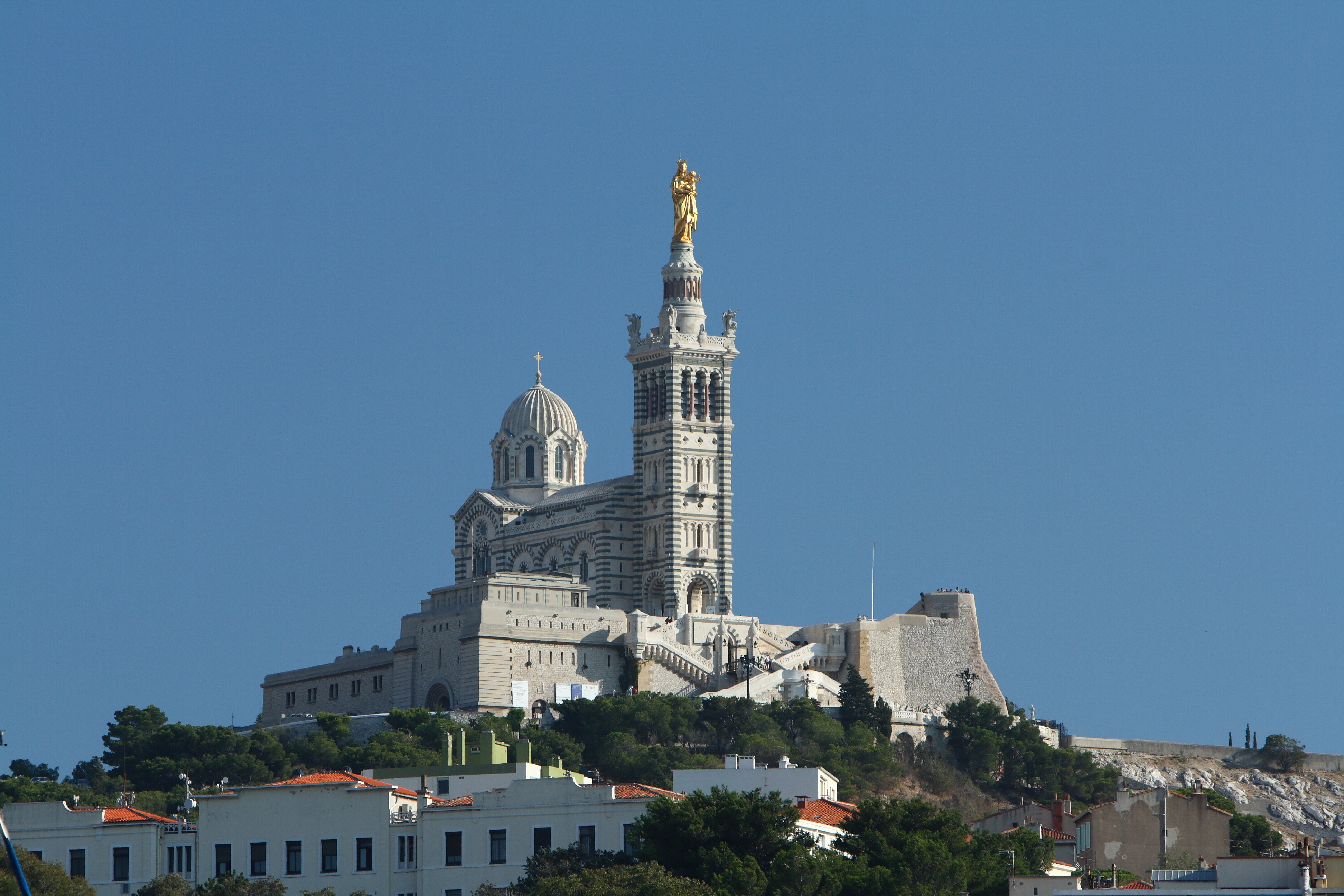
Нотр-Дам-де-ла-Гард

Анри-Жак Эсперандьё (фр. Henri-Jacques Espérandieu; 22 февраля 1829, Ним , департамент Гар — 11 ноября 1874, Марсель) — французский архитектор.

## Биография

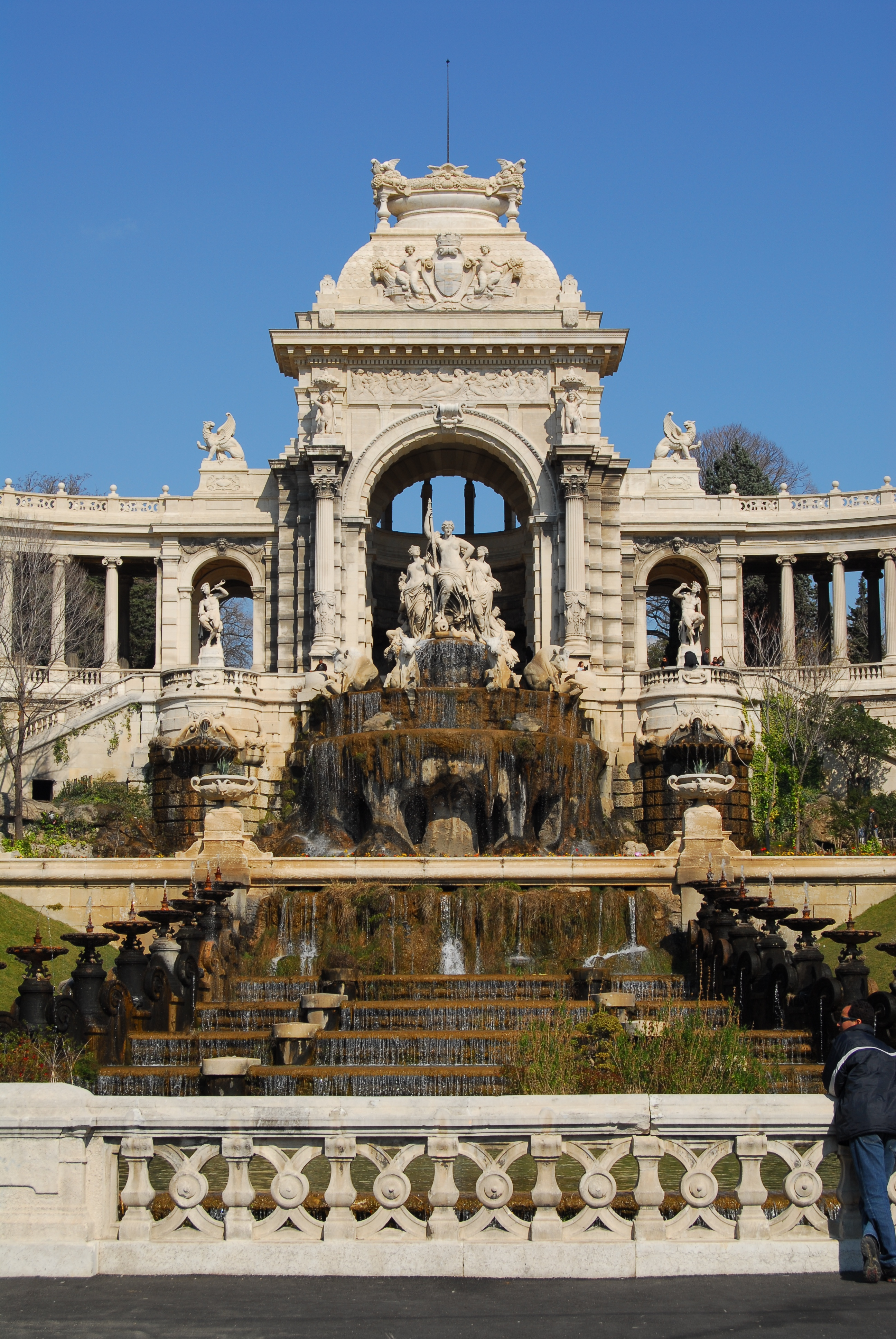
Дворец Лоншан в Марселе

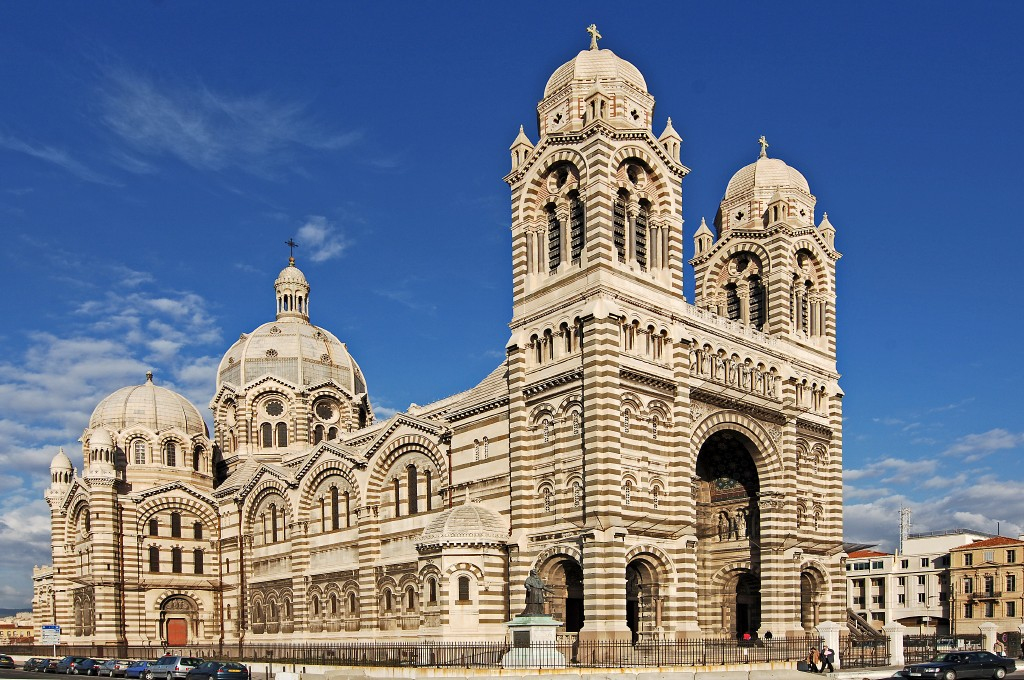
Собор Девы Марии в Марселе

Родился в протестантской семье скромного достатка. С 1845 года учился в архитектурной студии Леона Водуайе.
В 1846 году был принят в Парижскую Школу изящных искусств (École des Beaux-Arts). Работал у Шарля Огюста Кетеля.
В мае 1854 получил назначение на должность архитектора по контролю за строительством Марсельского собора, что стало началом его блестящей карьеры в качестве архитектора в Марселе, где он поселился в 1855 году.
В 1856 году молодой архитектор спроектировал колонну Золотой Девы, отразившей догмат непорочного зачатия. В 1860-х годах водонапорную башню, здания Музея изобразительных искусств и Музея естественной истории (один из его двух шедевров). Несколько лет спустя город Марсель поставил перед ним задачу подготовки планов строительства зданий для размещения библиотеки и школы изящных искусств, Дворца искусств в Марселе.
Благодаря растущей репутации Жак Анри Эсперандье был назначен главным архитектором города Марселя.
В Марселе им было создано и реализовано много проектов величественных сооружений, ставших самыми заметными достопримечательностями города, в том числе:
- Нотр-Дам-де-ла-Гард (Notre-Dame de la Garde)
- Собор Девы Марии в Марселе (Cathédrale Sainte-Marie-Majeure)
- Дворец Лоншан (Palais Longchamp)
- Дворец искусств (Le palais des Arts)

## Награды
- Кавалер Ордена Почётного легиона (1868)

Умер в возрасте 45 лет от пневмонии.